# Héroïs
Pour les autres significations, voir Herois (film).
Les Héroïs (Ηρωίδος) sont des festivités spécifiquement delphiques, à propos desquelles les rares informations connues sont tirées de Plutarque. Elles se déroulaient après les Septéries et avant les  fêtes de Charila dans un cycle qui, semble-t-il, se répétait tous les huit ans.
Une grande partie du rituel était secret et seules les thyades (prêtresses de Dionysos) y avaient accès. De la partie publique, Plutarque en déduit qu’il s’agit d’évoquer le mythe de Dionysos parti chercher sa mère Sémélé aux enfers. Les Héroïs pourraient avoir été des fêtes de la fertilité.

## Source
- Plutarque, Œuvres morales [détail des éditions] [lire en ligne] (IV-18: Quaestiones Graecae 293B-F/12)